# Ptochophyle planctogramma
Ptochophyle planctogramma är en fjärilsart som beskrevs av Louis Beethoven Prout 1938. Ptochophyle planctogramma ingår i släktet Ptochophyle och familjen mätare. Inga underarter finns listade.